# Lamie
Lamie is een bestuurslaag in het regentschap Nagan Raya van de provincie Atjeh, Indonesië. Lamie telt 1526 inwoners (volkstelling 2010).